# Емнес
Емнес (нід. Eemnes, нід. вимова: [eːmˈnɛs] ( прослухати)) — місто і муніципалітет у Нідерландах, у провінції Утрехт.

## Галерея

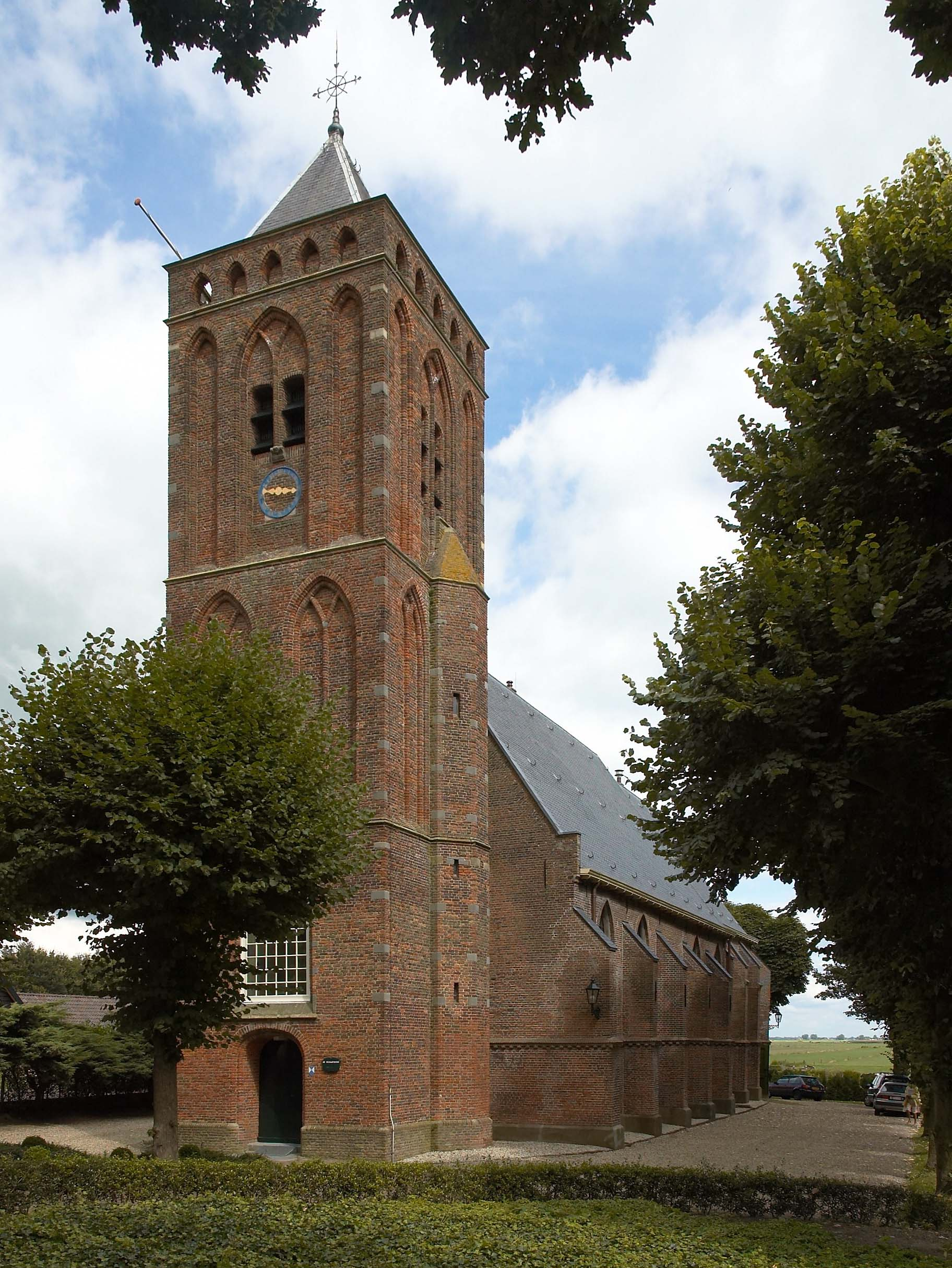
Церква у місті
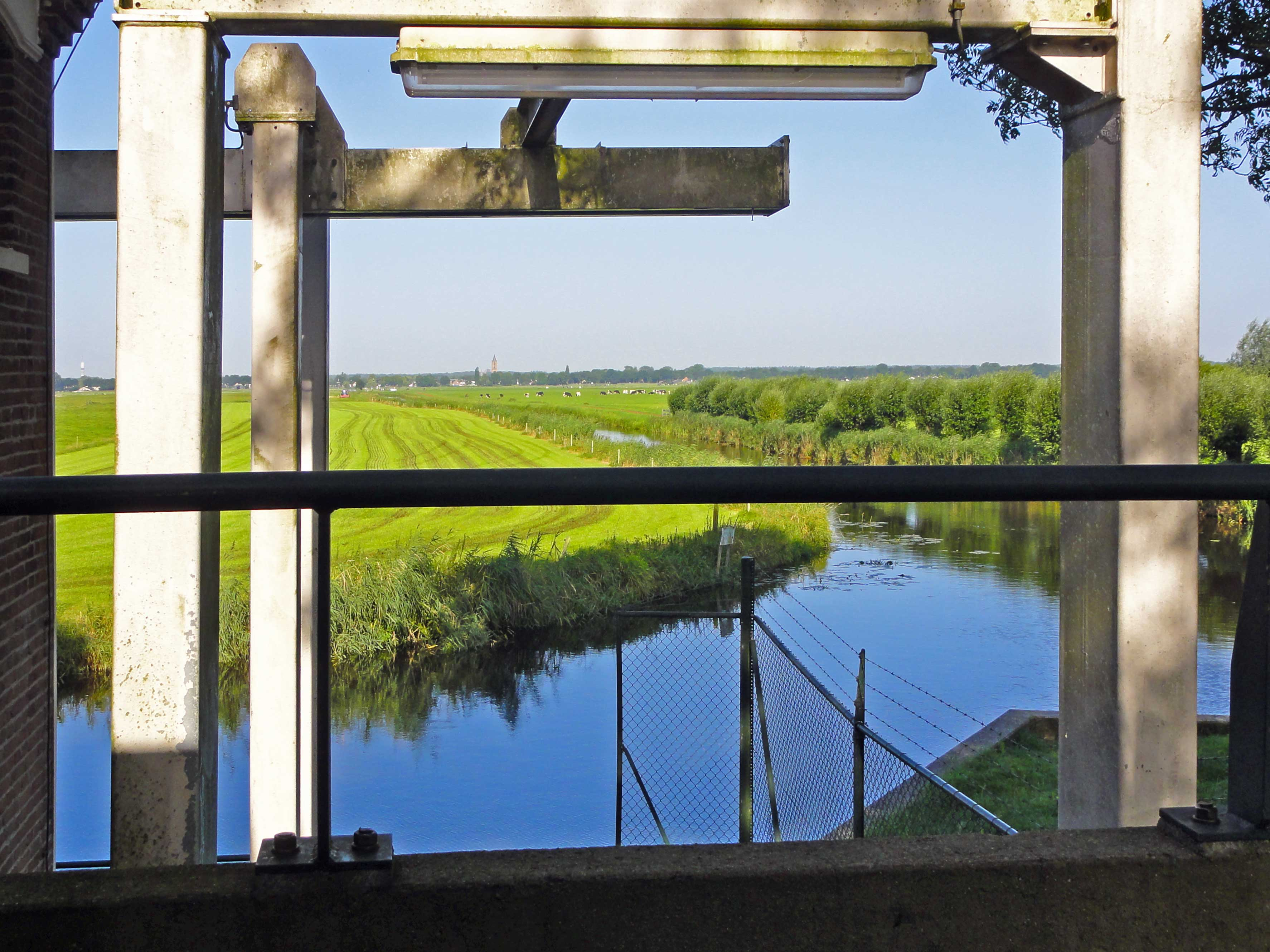
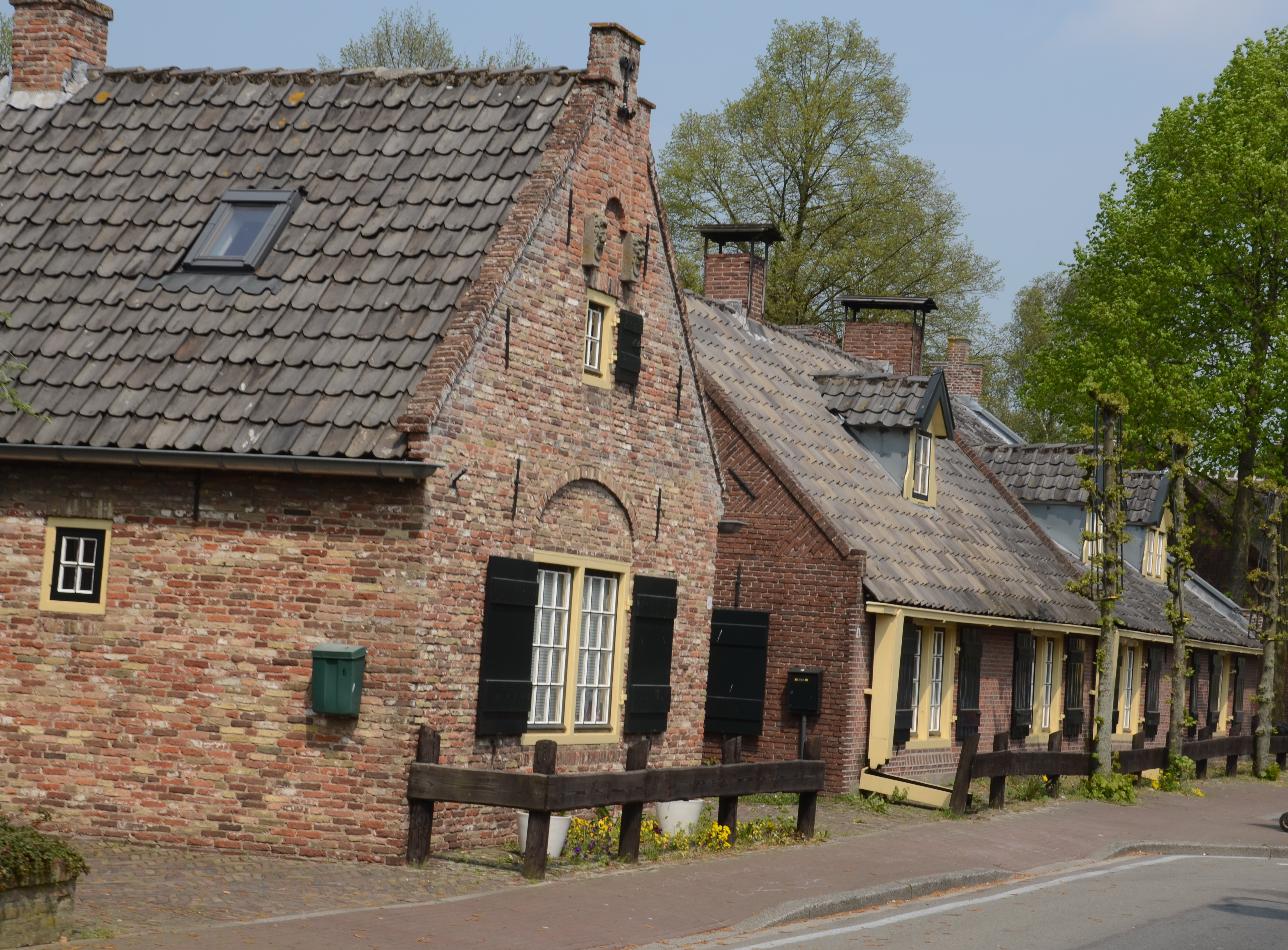
Традиційна житлова забудова
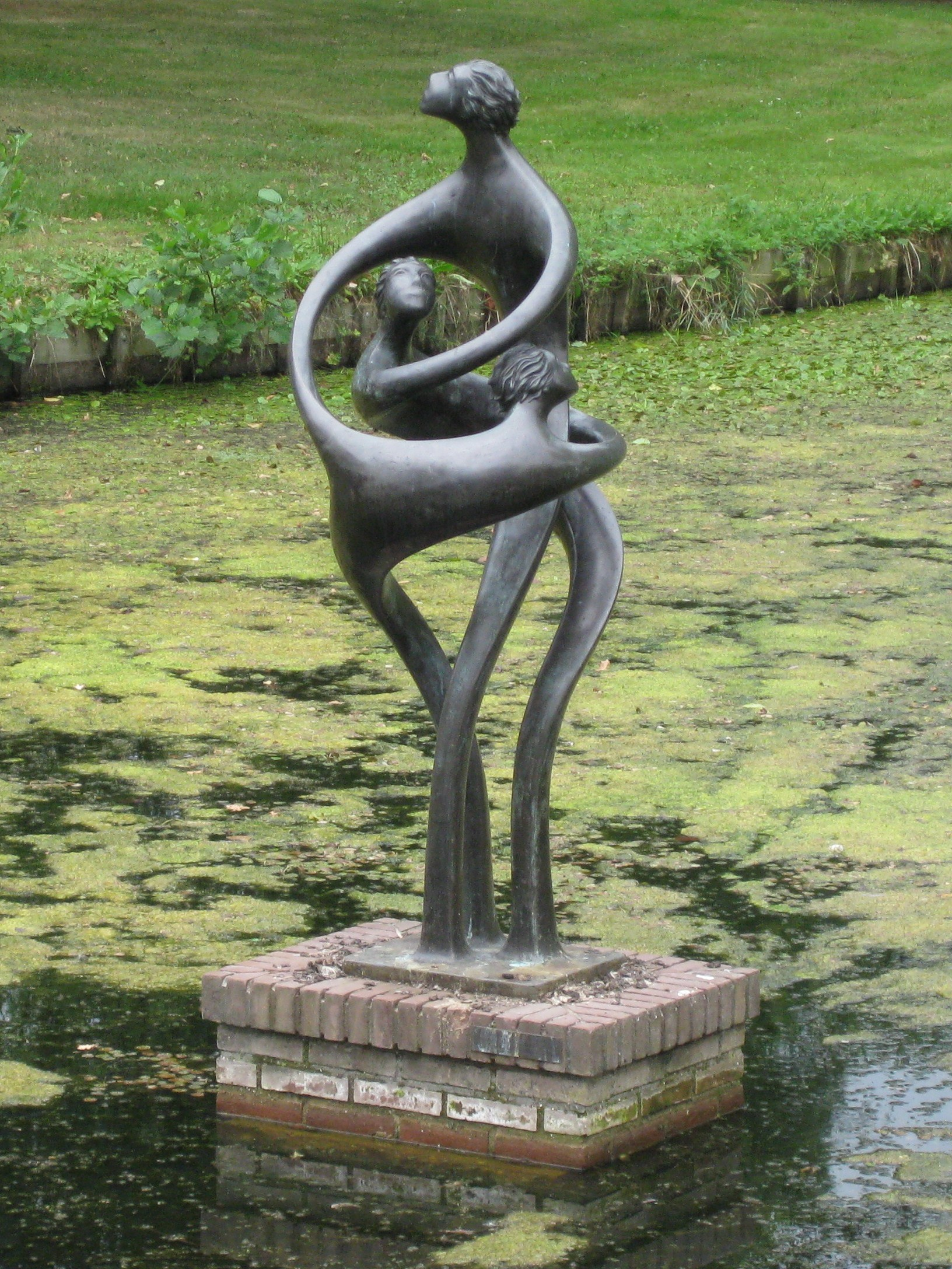
Статуя у місті
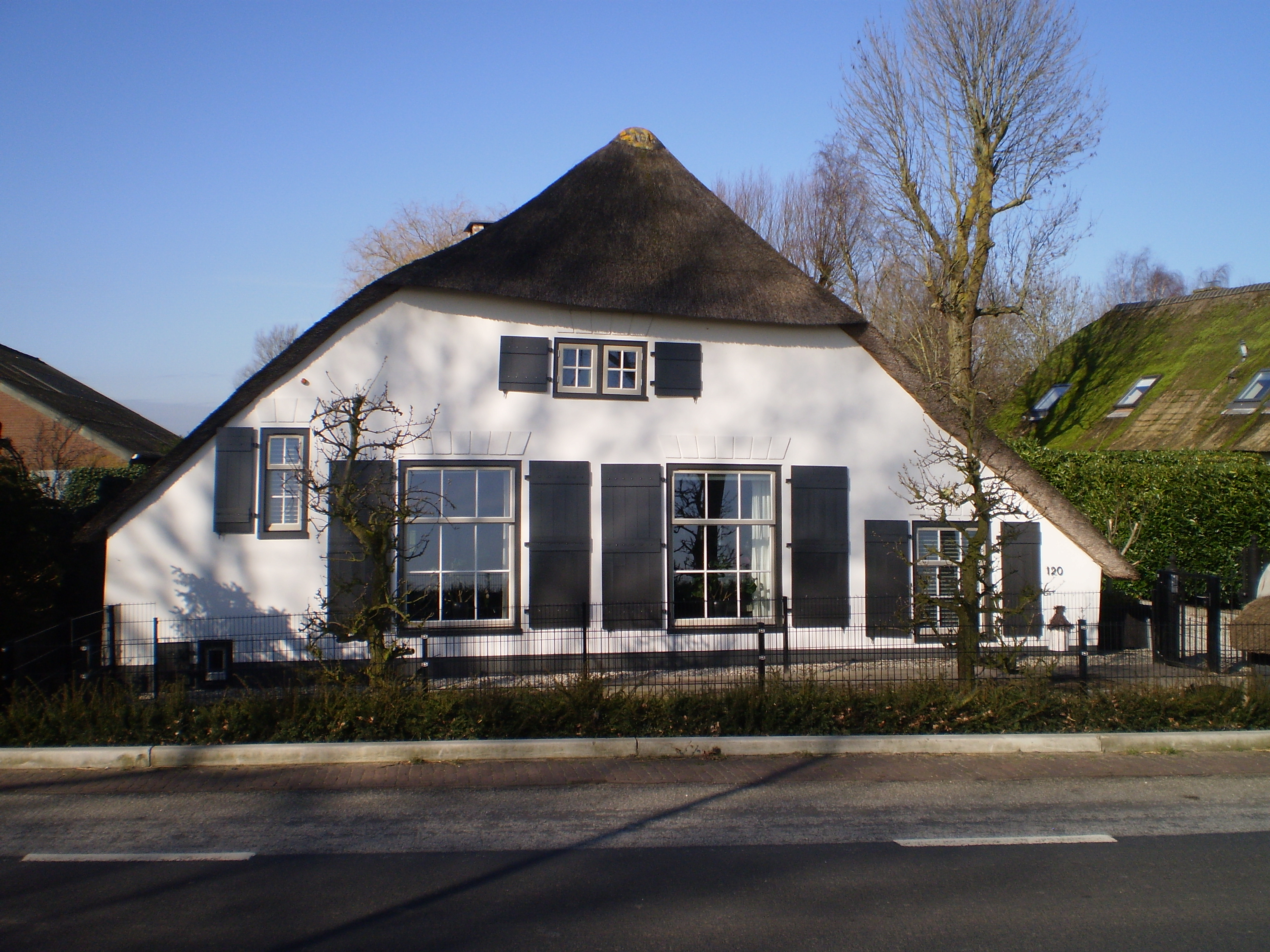